# Charles Ier d'Amboise
Charles Ier d'Amboise est un noble français né en 1430 et mort à Tours le 22 février ou 16 mars 1481. Il était seigneur de Chaumont, de Sagonne, de Meillant, de Charenton, gouverneur de l'Île-de-France, de Champagne et de Bourgogne, conseiller du roi, chambellan et chevalier de l'ordre de Saint-Michel.

## Biographie

### Diplomate
En 1462, il fut chargé par le roi Louis XI d'aller auprès le duc de Milan, en tant qu'ambassadeur, avec Bertrand de Beauvau et François Royer.

### Gouverneur
Il était gouverneur de Langres lorsque Louis XI lui fit don, le 1er décembre 1473, des seigneuries de Sompuis et de Dampierre au bailliage de Chaumont, confisquées sur Waléran de Châtillon-Dampierre. Le roi lui donna également le comté de Brienne, le 1er janvier 1475.

### Homme de guerre
Charles d'Amboise est l'un des favoris de Louis XI qui le fait chevalier de l'ordre de Saint-Michel.
Il participe à de nombreuses guerres dans l'est et le nord-est de la France. Il est qualifié capitaine châtelain de Pézenas dans une quittance qu'il donna le 12 juillet 1474, et capitaine de 80 lances dans une autre quittance du 30 juillet 1475.
Entre 1475 et 1480, il conquiert pour le compte de Louis XI, le duché de Bourgogne, le comté de Bourgogne, la Franche-Comté et le Duché de Luxembourg.
Le 2 octobre 1476, avec deux cents lances, il réussit à libérer Yolande de France, sœur de Louis XI, enfermée dans le château de Roveres par Charles le Téméraire. En raison d'une trêve avec ce dernier, cette mission était exceptionnellement difficile. Comme il était un excellent diplomate ainsi que militaire, il était capable de l'effectuer.
Sur les ordres de Louis XI, il descend en Morvan, en 1478, détruire les châteaux des seigneurs ayant pris le parti de Marie de Bourgogne, fille de Charles le Téméraire, et notamment le château de Villarnoult à Bussières, et le château de Ruère dans l'Yonne. Il est aussi le meneur du Siège de Vesoul.

### Famille et descendance
Il est le fils aîné de Pierre d'Amboise et le frère de Georges d'Amboise, cardinal et premier ministre du roi Louis XII.
Il se marie à Catherine de Chauvigny-Déols-Châteauroux dame de Revel, fille d'André et petite-fille de Guy III de Chauvigny-Déols-Châteauroux, avec qui il a sept enfants :
- François qui fut prieur de l'ordre de Saint-Lazare, puis grand-Maître de cet ordre. Il céda son droit d'aînesse à son frère cadet Charles II moyennant une rente annuelle de 6 000 livres /an ;
- Catherine, mariée le 19 avril 1516 à François II de La Tour d'Auvergne vicomte de Turenne, morte sans doute peu après puisque dès 1518 le vicomte François épouse Anne de La Tour d'Auvergne de Montgascon ;
- Marie (?-1519), mariée 1° à Robert II de Sarrebruck-Commercy, seigneur de Commercy-Château-Haut, de Montmirail et de La Ferté Gaucher, comte de Braine puis de Roucy sous le nom de Robert IV (postérité), puis 2° à Jean VI de Créquy, dont elle eut un fils : Georges de Créqui ;
- Catherine d'Amboise (1481-1549), mariée à Christophe de Tournon, puis à Philibert de Beaujeu-Lignières, enfin à Louis de Clèves, comte d'Auxerre (oncle de François et petit-fils de Jean) : eut un enfant qui mourut tout jeune ;
- Guy d'Amboise (1477-1508), seigneur de Ravel. Sa bravoure dans les tournois lui valut le surnom de Poquedemaure. Il était capitaine de 200 gentilshommes de la maison du roi. Il épouse Françoise de l'Espinasse dame de Jaligny, dont il eut une fille : Antoinette d'Amboise, héritière finale de tous les biens de la Maison de Chaumont d'Amboise (postérité) ;
- Louis II d'Amboise (1477-1511), évêque d'Autun et d'Albi ;
- Charles II (1473-1511), maréchal de France et gouverneur de Milan.

## Décès
Selon Anselme, tome VII, p. 125, il mourut le 16 mars 1481, mais sur sa tombe dont le dessin a été reproduit par Gaignières, figure la date du 22 février 1481. Il fut enterré dans l'église des Cordeliers d'Amboise, devant le grand-autel.

## Titres et fonctions
- Baron de Charenton, comte de Brienne.
- Seigneur de Chaumont, Meillant, Charenton, Sagonne, Dompuis, Dampierre.
- Gouverneur de Paris et de l'Île-de-France, de Champagne et de Bourgogne.

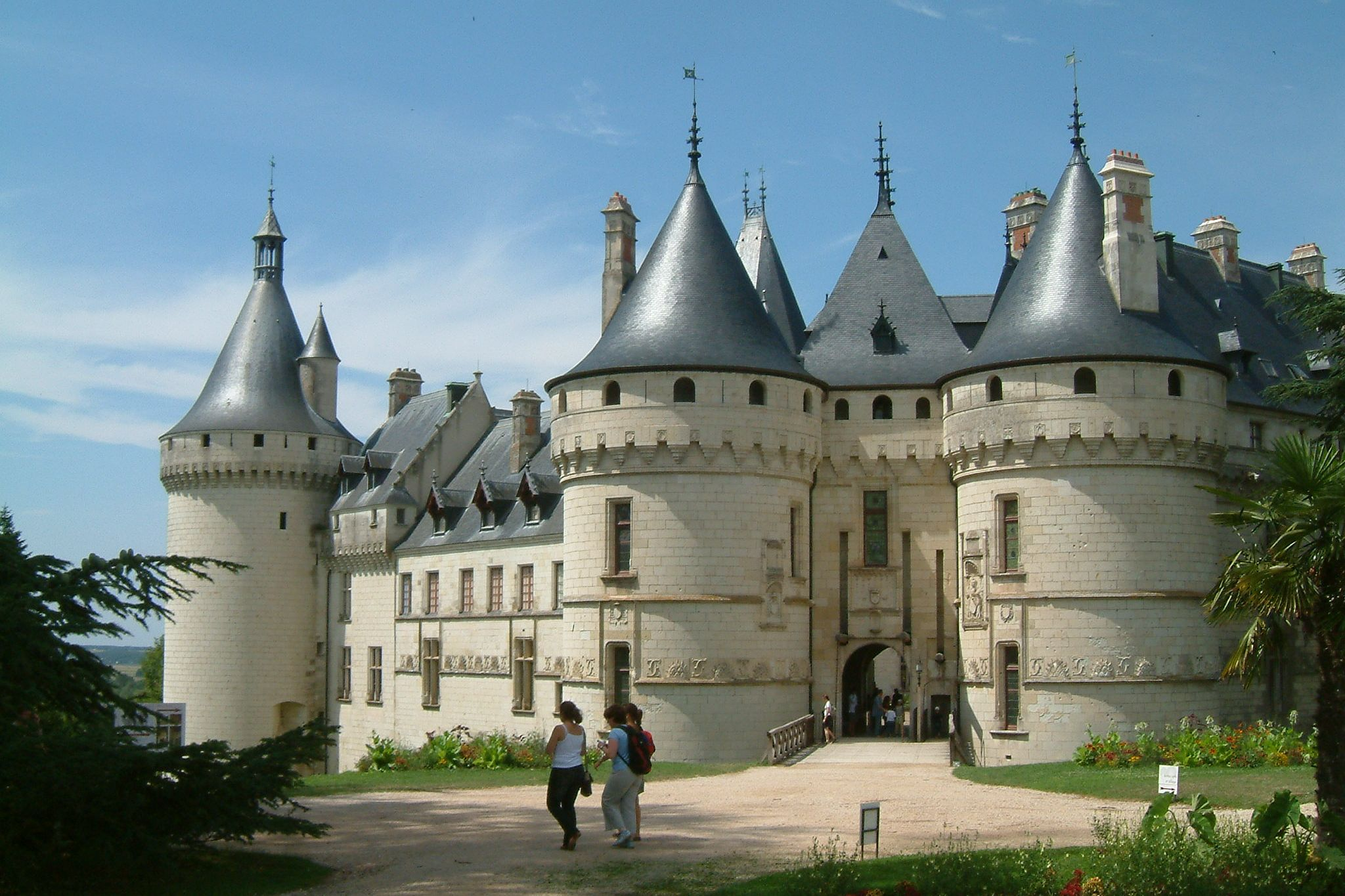
Château de Chaumont
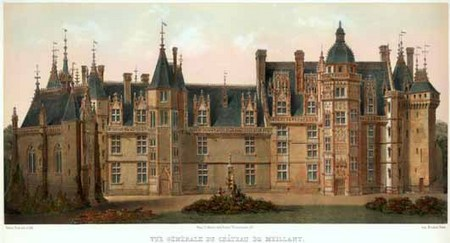
Château de Meillant
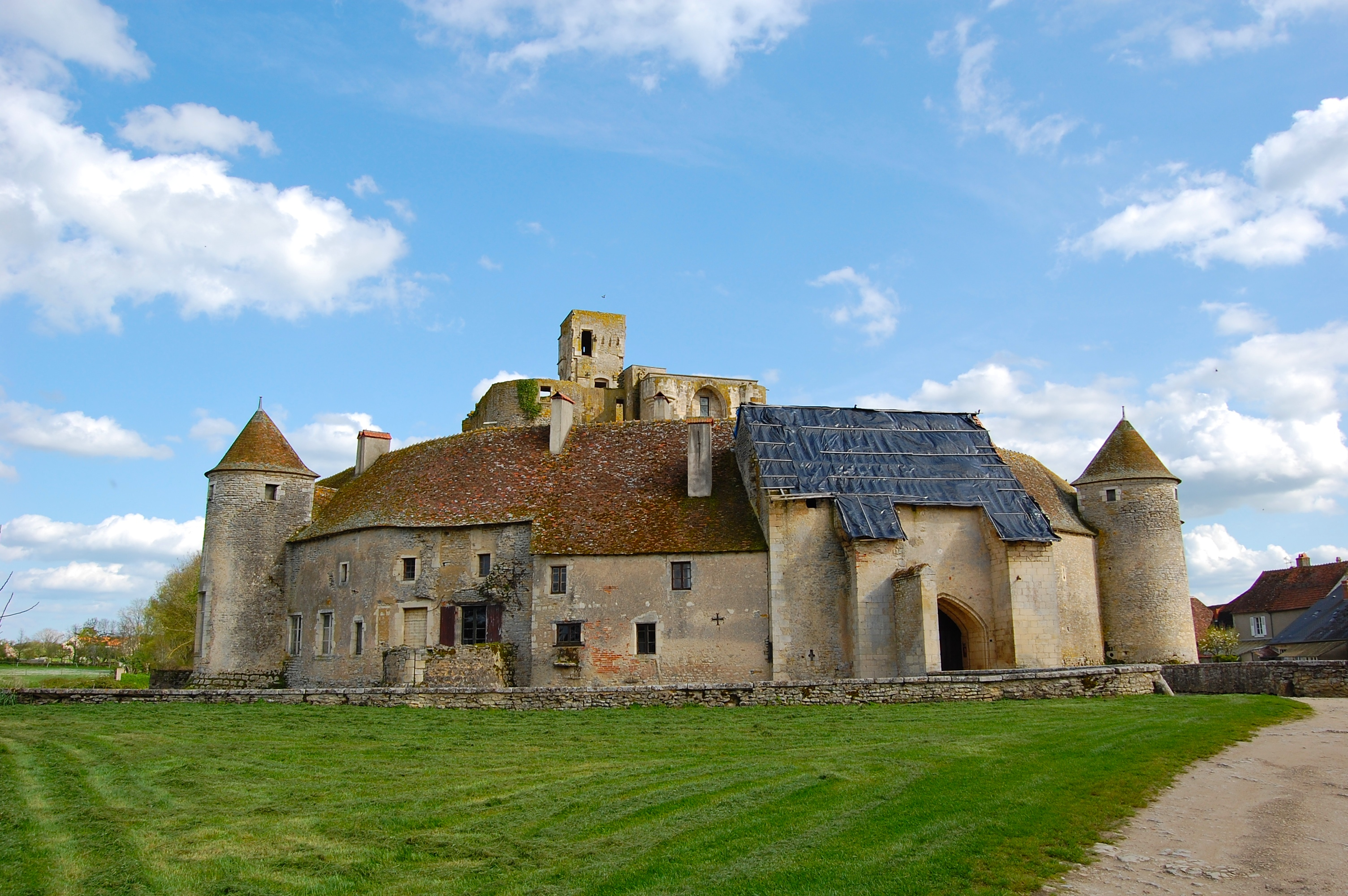
Château de Sagonne
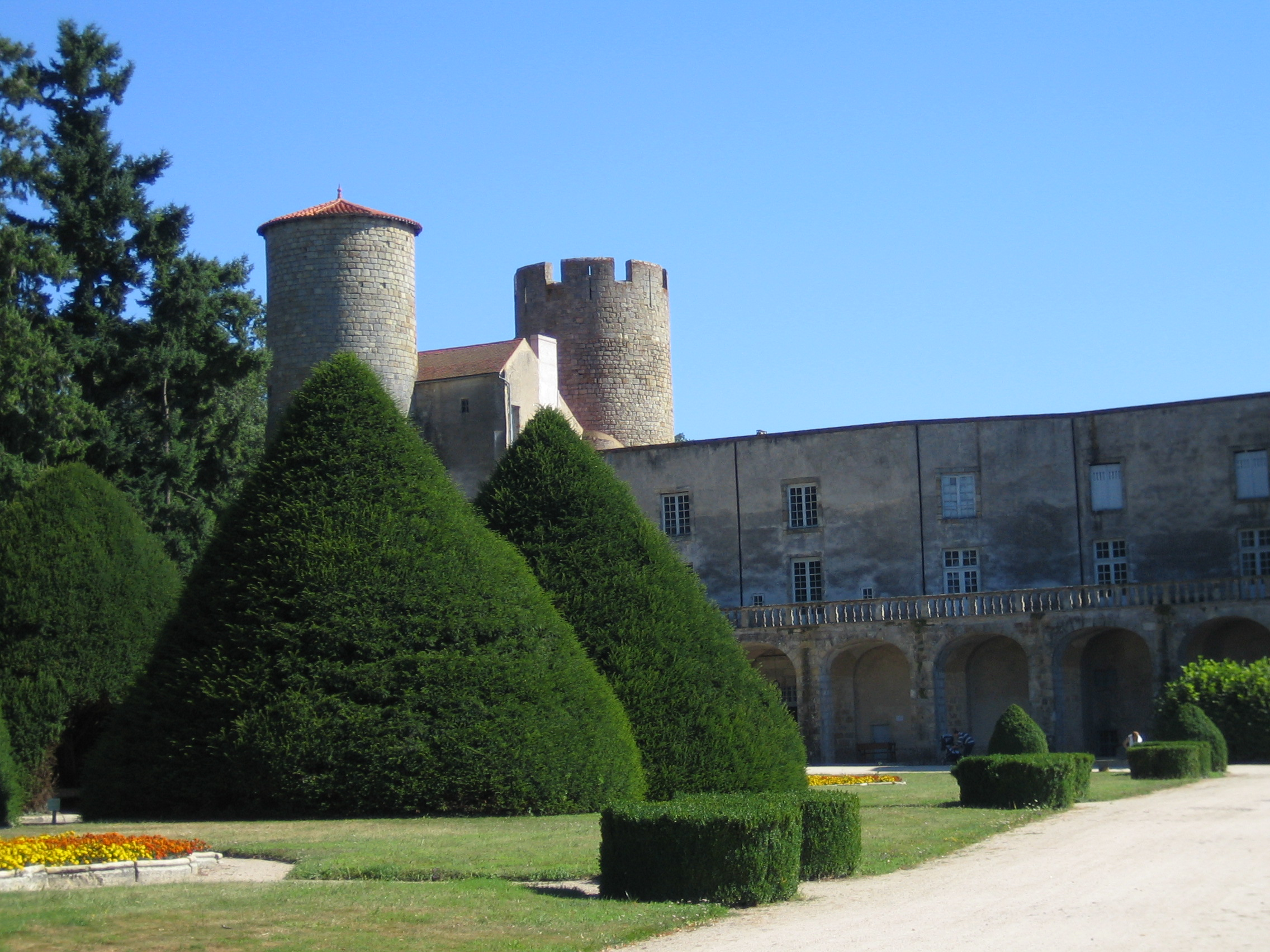
Château de Ravel